# Carnevale di Castel Goffredo
Il Carnevale di Castel Goffredo è un carnevale storico che si svolge nell'omonima città in provincia di Mantova.
Risalente al 1872, ha la sua maschera caratteristica in Re Gnocco, monarca dai pieni poteri. Ogni quattro anni, nel giorno della sua incoronazione - il venerdì gnoccolaro - pronuncia il discorso della corona e ai suoi sudditi affamati vengono distribuiti gratuitamente gli gnocchi.

## Storia

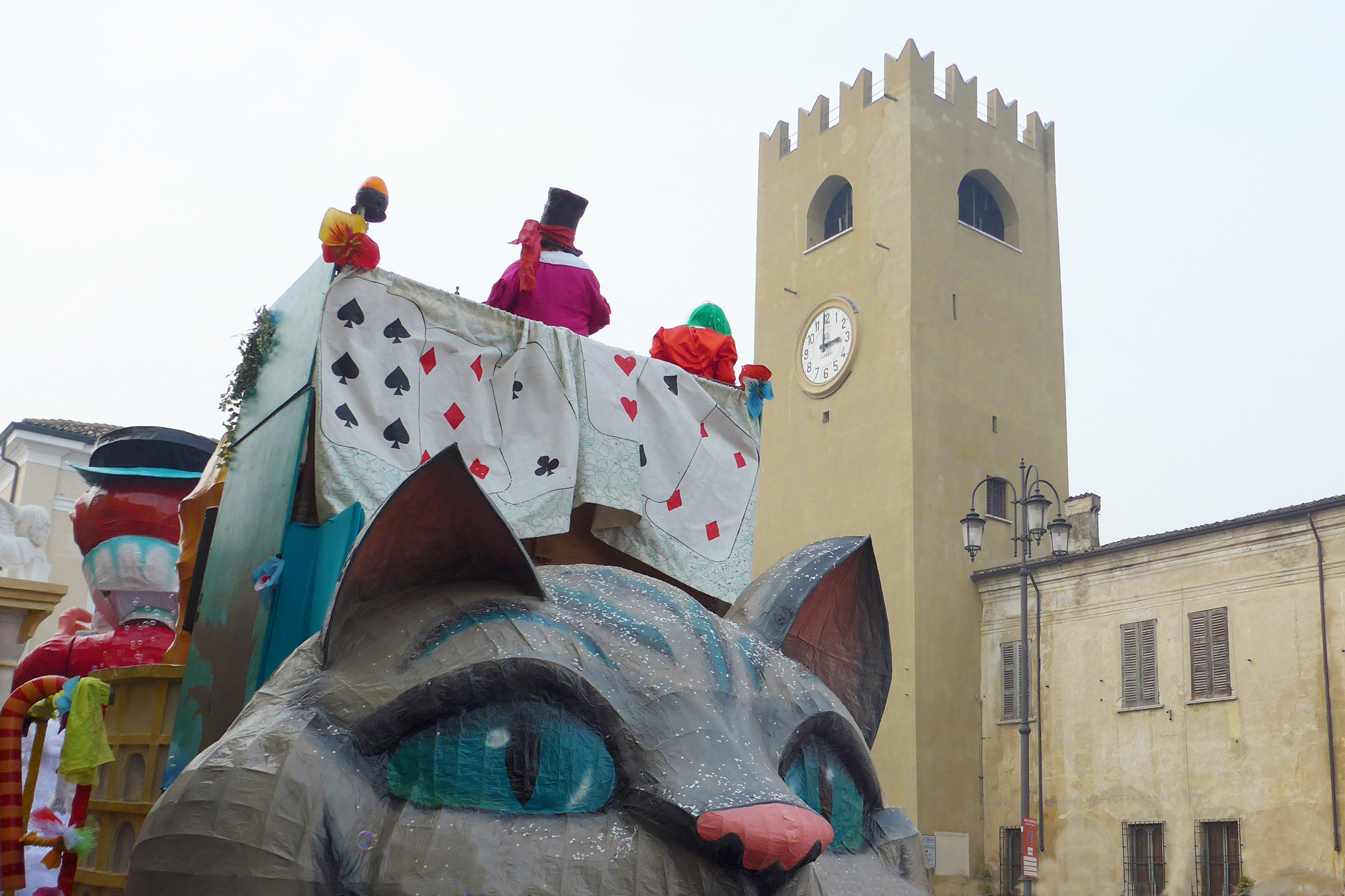
Castel Goffredo, Carnevale 2015. Sullo sfondo la torre civica.

Le origini del venerdì gnoccolaro risalgono a Verona, alla fine del carnevale del 1531, allorché Tommaso da Vico offrì all'affamato popolo della contrada di San Zeno farina, burro e formaggio dai quali scaturì un impasto che, tagliato, venne consumato immediatamente nelle piazze. In segno di ringraziamento ne scaturì una festa in onore del benefattore.
Testimoni dell'avvenimento furono Cesare Fregoso, condottiero al servizio della Serenissima e il suo segretario Matteo Bandello, novelliere. Dopo essere passato al servizio della Francia e spogliato di tutti i suoi beni, Fregoso e Bandello nel 1538 si trasferirono a Castel Goffredo alla corte del marchese Aloisio Gonzaga e il Bandello certamente raccontò le vicende di Romeo e Giulietta, che si incontrarono durante il carnevale della città scaligera del 1303 (La vicenda fu poi ripresa dal Bandello nelle sue Novelle del 1554). È documentato che Ginevra Rangoni, moglie di Aloisio Gonzaga, frequentava il carnevale di Mantova.
Per simpatia col carnevale veronese il popolo di Castel Goffredo iniziò a festeggiare il suo carnevale alla fine del Settecento creando il “Re Gnoccolaro” con la sua corte. Il re (grande di statura e gran mangiatore) viene scelto tra il popolo e la sua elezione rimane segreta sino al venerdì, giorno in cui si presenta al suo popolo. Sulla piazza vengono distribuiti gratuitamente per tutti gli gnocchi, dopodiché si dà il via ai festeggiamenti con sfilata di maschere e carri allegorici.
Lo storico castellano Carlo Gozzi fa riferimento ad un “carnovale” già il 18 febbraio 1817.
La nascita della maschera di Re Gnocco risale al 1872 con l'elezione di Gnocco I. La prima documentazione relativa alla incoronazione di Re Gnocco III risale invece al 1875 e precisamente ad un manifesto datato 30 gennaio 1875.
In occasione della nomina di Re Gnocco XL del 20 febbraio 1914 è stato creato l'inno ufficiale del venerdì gnoccolaro in musica.
Dal 1950 in occasione dell'evento, si pubblica e si distribuisce in piazza il giornale satirico Il Tartarello.

## Re Gnocco
Re Gnocco è la tradizionale maschera del Carnevale di Castel Goffredo.
Di fattezze robuste, indossa parrucca e corona, è vestito con mantello di ermellino e abito finemente lavorato. Nella mano destra regge un'enorme forchetta sopra la quale campeggia un grande gnocco, simbolo della festa ed è attorniato dalla sua corte di variopinti personaggi.
Lo storico castellano Carlo Gozzi fa riferimento ad un carnovale a Castel Goffredo già il 18 febbraio 1817. La maschera di Re Gnocco I risale al 1872, mentre la prima documentazione relativa alla incoronazione di Re Gnocco III è ricordata in un manifesto di grande formato datato 30 gennaio 1875. Il popolo di Castel Goffredo iniziò dunque a festeggiare il suo carnevale alla fine dell'Ottocento creando il “Re Gnoccolaro” con la sua corte, quasi per simpatia con la maschera veronese di Papà del Gnoco, col quale è gemellato dal 1980. Il re viene scelto tra il popolo e la sua elezione rimane segreta sino al venerdì (venerdì gnoccolaro appunto),  giorno in cui si presenta alla piazza in festa.
Ogni quattro anni, nel giorno della sua incoronazione - il venerdì gnoccolaro - il re pronuncia il discorso della corona davanti ai suoi sudditi, ai quali vengono distribuiti gratuitamente gli gnocchi nella rinascimentale Piazza Mazzini.
Dal 1980 Re Gnocco è “gemellato” con Papà del Gnoco di Verona e aderisce al "Centro coordinamento maschere italiane" di Parma.

### Casa dinastica degli Gnocchi
Alzin dell'Orbe i Popoli

festoso un inno e bello

in vista del fornello

del Gnocco Castellan.

Ora che i gnocchi candidi
muovon cocendo in giro,
o guazzano nel butirro
o arrossano nel nostran.
Ride di gioia ogni angolo

vetusto del paese

e al forestier cortese

ed ospital appar.

Viva! Più allegre suonano
le bande e le campane;
le belle castellane,
ci voglion festeggiar.
A frotte ognor solleciti

la magica pietanza

in copia e in abbondanza

corriamo ad assaggiar.

E le riarse viscere
di vin giocondo amico,
col boccaletto antico,
torniamo ad annaffiar.
Il Re del Gnocco in soglio

compreso nel potere

si serva a suo piacere

ci sia d'esempio il Re!

Gloria del Gnocco all'idolo
dominator sovrano
del popol Castellano!
Gloria del Gnocco al Re!
- 1872 – Gnocco I
- 1873 – Gnocco II
- 1875 – Gnocco III
- 1905 - ?
- 1912 - ?
- 1914 – Gnocco XL
- 1926 – Gnocco XLI
- 1931 – Gnocco XLII
- 1935 – Gnocco XLIII
- 1947 – Gnocco XLIV
- 1950 – Gnocco XLV
- 1952 – Gnocco XLVI
- 1955 – Gnocco XLVII
- 1957 – Gnocco XLVIII
- 1959 – Gnocco XIL
- 1963 – Gnocco L
- 1978 – Gnocco LI
- 1983 – Gnocco LII
- 1985 – Gnocco LIII
- 1987 – Gnocco LIV
- 1990 – Gnocco LV
- 1993 – Gnocco LVI
- 1997 – Gnocco LVII
- 2000 – Gnocco LVIII
- 2004 – Gnocco LIX
- 2010 – Gnocco LX
- 2015 - Gnocco LXI[12]
- 2019 - Gnocco LXII[13]
- 2024 - Gnocco LXIII[14]